# Пудово-Сипягино
Пудово-Сипягино — деревня в Троицком административном округе Москвы  (до 1 июля 2012 года в составе Подольского района Московской области). Входит в состав поселения Михайлово-Ярцевское.

## Население
Согласно Всероссийской переписи, в 2002 году в деревне не было постоянного населения. По данным на 2005 год в деревне проживал 1 человек.

## Расположение
Деревня Пудово-Сипягино расположена примерно в 30 км к западу от центра города Подольска. Ближайшие населённые пункты — деревни Заболотье и Акулово. Рядом протекает река Поляница, на которой устроен большой пруд.

## Территории,улицыимикрорайоны(поКЛАДР РФ)
Территории, перечисленные ниже, на самом деле географически могут и не находиться внутри самой деревни, а бывают разбросаны вокруг неё, на площади в несколько квадратных километров, в границах поселения Михайлово-Ярцевского. Тем не менее, по КЛАДР все они классифицируются, как улицы деревни Пудово-Силягино, а в названии содержат слово Территория. Так как эти территории возникали и благоустраивались под началом инициативных групп (правлений СНТ, правлений ДСК, дирекций КП и т.п.), то исторически сложилось, что в границах каждой из этих территорий обычно присутствует Территориальное общественное самоуправление:
- ДНП Подолье Территория
- жилой поселок ОАО Газпром Территория
- ЖСК Рао Газпром Территория
- ЖСК Сепягино Территория